# Haiti na Letnich Igrzyskach Olimpijskich 1960
Haiti na Letnich Igrzyskach Olimpijskich 1960 reprezentował 1 zawodnik. Nie zdobył on żadnego medalu na tych igrzyskach.

## Skład kadry

### Podnoszenie ciężarów
Mężczyźni
- Philome Laguerre – do 90 kg – nie ukończył